# オックスボウ (コネチカット川)

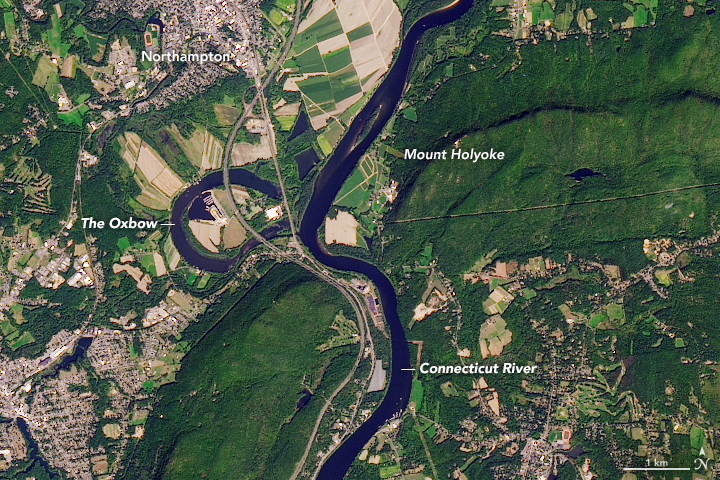
オックスボウの衛星写真

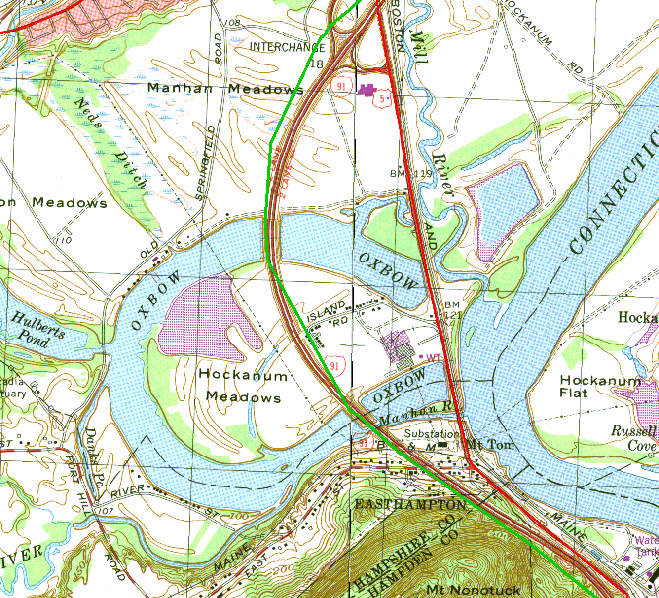
オックスボウ付近の地図

オックスボウ（英語: The Oxbow）は、マサチューセッツ州ノーサンプトンにあるコネチカット川の延長部分である。1836年にトマス・コールの絵画『オックスボウ』に描かれているので、よく知られている。

## 歴史
歴史的には、オックスボウはコネチカット川に大きなU字型カーブとして直接つながっていた。1840年、洪水が狭い部分を切り開き、オックスボーを本川の流れから切り離した。1900年代初頭、オックスボウは川を下る材木の保管場所として、森林伐採業に広く利用された。その後、オックスボウとコネチカット川の間を走る州間高速道路91号線を建設するために、北端は川から切り離された。ただし、コネチカット川へは州間高速道路91号線と国道5号線の橋の下に作られた水路で今でも通じている。

## 写真集

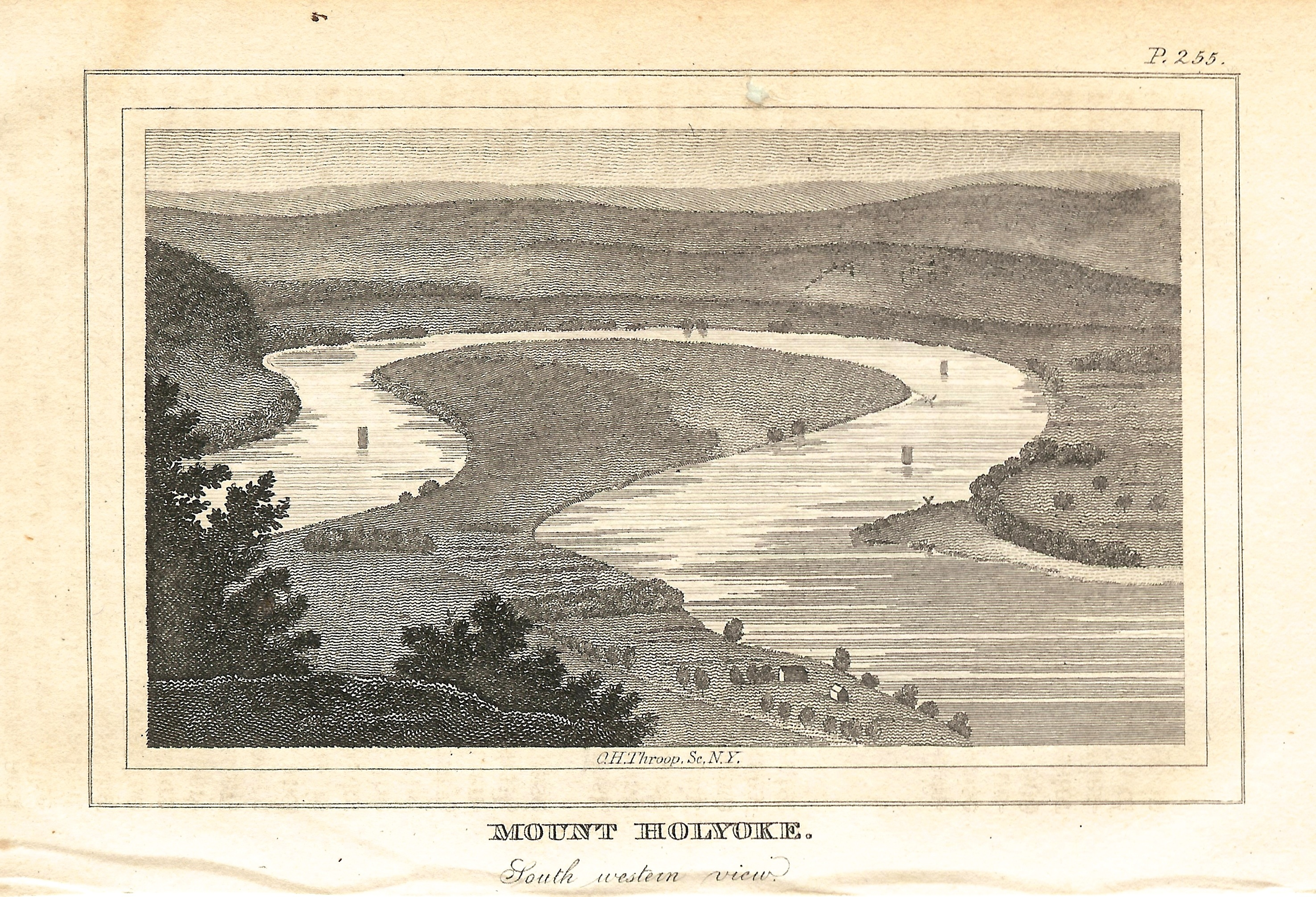
ホッカヌム・ベンド（Hockanum Bend、1826年当時の名称）
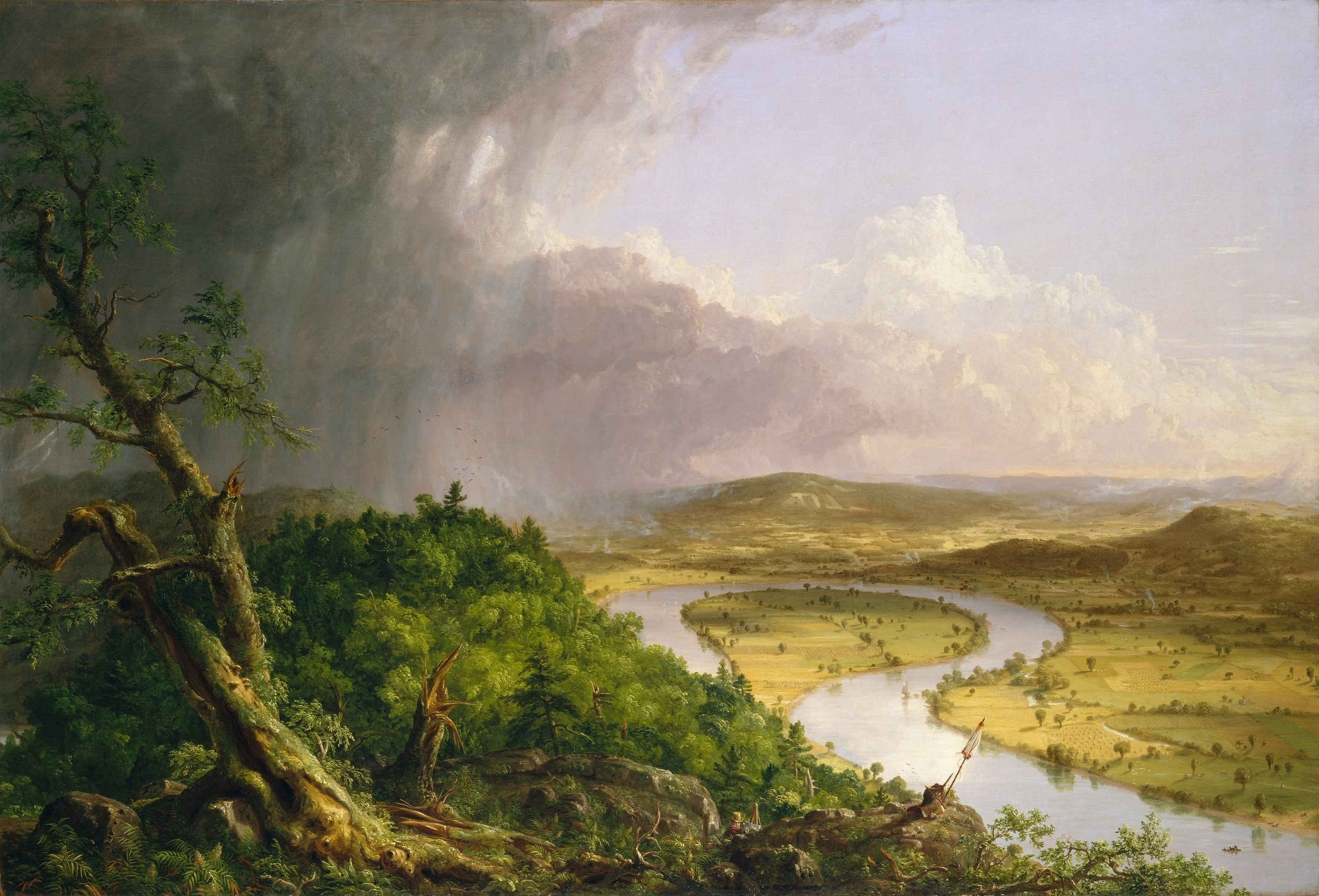
トマス・コールの有名な絵画『オックスボウ』（1836年）
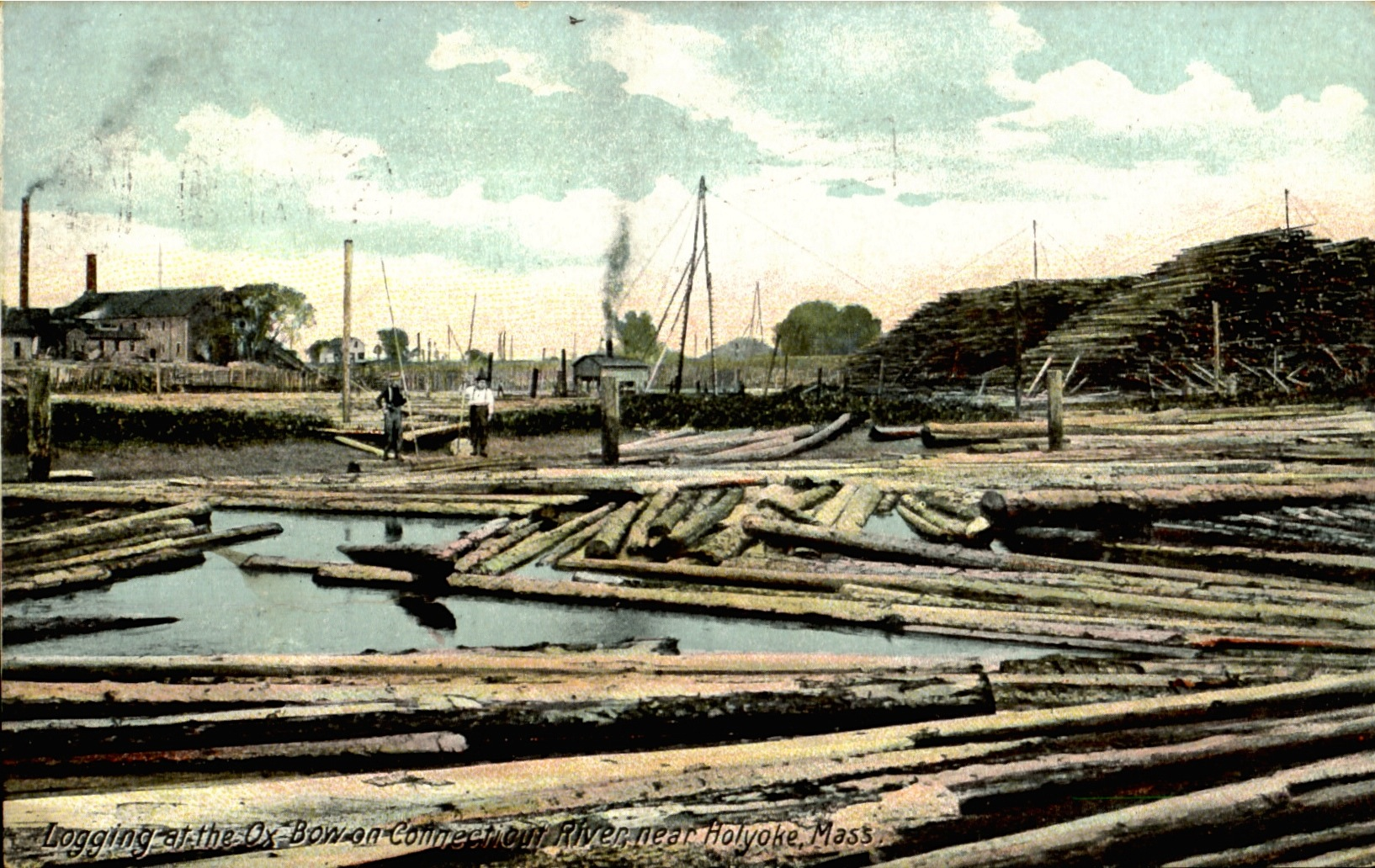
木材伐採の溜まり場に利用（1909年）
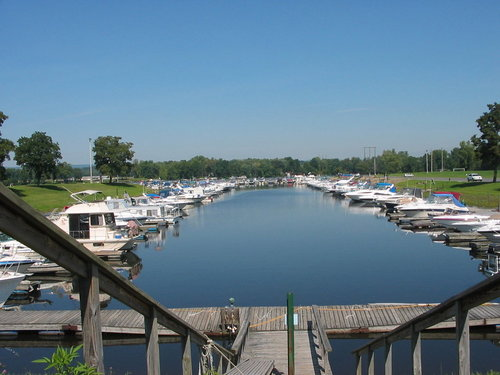
オックスボウにあるマリーナ（2008年）

## 参照項目
- 絵画：オックスボウ